# Acakyra iaguara
Acakyra iaguara là một loài bọ cánh cứng trong họ Cerambycidae.